# 안성군 (오)
안성군(安城郡)은 오나라시기 설치된 중국의 옛 군으로 지금의 장시성과 후난성의 경계지역에 있었던 군이다.

## 오, 서진
267년(손휴 보정 2년), 예장군, 장사군, 여릉군의 경계지역에서 신설되었다. 서진대에는 형주에 속하고 7현 3,000호를 거느렸다. 291년(진 혜제 원강 원년) 강주가 신설되면서 강주의 속군이 되었다.
| 현명   | 한자   | 대략적 위치      | 비고 |
| ------ | ------ | ---------------- | --- |
| 평도현 | 平都縣 | 지안시 안푸현    | 본래 예장군에 속했다. 본래 안푸현 남 몽담촌(蒙潭村) 일대에 있었지만 267년 안성군이 신설되면서 지금의 위치로 옮겨졌다. |
| 의춘현 | 宜春縣 | 이춘시           | 본래 예장군에 속했다.                                                                                                 |
| 신유현 | 新諭縣 | 신위시           | 서진대에 신설되었다.                                                                                                  |
| 영신현 | 永新縣 | 지안시 융신현 서 | 본래 여릉군에 속했다.                                                                                                 |
| 안복현 | 安復縣 | 지안시 안푸현 서 | 본래 장사군에 속했다. 서진대에 안성현(安成縣)에서 지금의 이름으로 바뀌었다.                                           |
| 평향현 | 萍鄉縣 | 핑샹시 루시현    | 서진대에 신설되었다.                                                                                                  |
| 광흥현 | 廣興縣 | 핑샹시 롄화현 남 | 본래 장사군에 속했다. 서진대에 신설되었다.                                                                            |

## 남조
7현 6,116호 50,323명을 거느렸다. 수나라의 중국통일이후 군이 폐지되었고 그 자리에 의춘군이 설치되었다.
| 현명   | 한자   | 직위       | 비고                                                  |
| ------ | ------ | ---------- | ----------------------------------------------------- |
| 평도현 | 平都縣 | 자상(子相) |                                                       |
| 신유현 | 新諭縣 | 후상(候相) |                                                       |
| 의양현 | 宜陽縣 | 자상(子相) | 진 효무제 시기 의춘현에서 지금의 이름으로 개명되었다. |
| 영신현 | 永新縣 | 남상(男相) |                                                       |
| 안복현 | 安複縣 | 후상(候相) |                                                       |
| 평향현 | 萍鄉縣 | 후상(候相) |                                                       |
| 광흥현 | 廣興縣 | 후상(候相) |                                                       |